# Sulęczyno (gmina)
Sulęczyno (1934-54 gmina Suleczyno) – gmina wiejska w województwie pomorskim, w powiecie kartuskim. W latach 1975–1998 gmina położona była w województwie gdańskim.
Siedziba gminy to Sulęczyno.
Według danych z 31 grudnia 2021 gminę zamieszkiwało 5688 osób.
Gmina jest gminą dwujęzyczną - według danych pochodzących ze spisu powszechnego przeprowadzonego w 2002, 48,6% ludności gminy posługuje się językiem kaszubskim.

Jednostki pomocnicze (sołectwa) w gminie Sulęczyno: Sulęczyno, Borek, Kistowo, Mściszewice, Podjazy, Sucha, Węsiory, Zdunowice, Żakowo.

## Struktura powierzchni
Według danych z 2005 gmina Sulęczyno ma obszar 131,31 km², w tym:
- użytki rolne: 46%
- użytki leśne: 36%

Gmina stanowi 11,72% powierzchni powiatu.

## Demografia
| Zmiana stanu ludności gminy w latach 2002-2019. | Zmiana stanu ludności gminy w latach 2002-2019.           | Zmiana stanu ludności gminy w latach 2002-2019.           | Zmiana stanu ludności gminy w latach 2002-2019.           | Zmiana stanu ludności gminy w latach 2002-2019.           | Zmiana stanu ludności gminy w latach 2002-2019.           | Zmiana stanu ludności gminy w latach 2002-2019.           | Zmiana stanu ludności gminy w latach 2002-2019.           | Zmiana stanu ludności gminy w latach 2002-2019.           | Zmiana stanu ludności gminy w latach 2002-2019.           | Zmiana stanu ludności gminy w latach 2002-2019.           | Zmiana stanu ludności gminy w latach 2002-2019.           | Zmiana stanu ludności gminy w latach 2002-2019.           | Zmiana stanu ludności gminy w latach 2002-2019.           | Zmiana stanu ludności gminy w latach 2002-2019.           | Zmiana stanu ludności gminy w latach 2002-2019.           | Zmiana stanu ludności gminy w latach 2002-2019.           | Zmiana stanu ludności gminy w latach 2002-2019.           | Zmiana stanu ludności gminy w latach 2002-2019.           | Zmiana stanu ludności gminy w latach 2002-2019.           | Zmiana stanu ludności gminy w latach 2002-2019. |
| ----------------------------------------------- | --------------------------------------------------------- | --------------------------------------------------------- | --------------------------------------------------------- | --------------------------------------------------------- | --------------------------------------------------------- | --------------------------------------------------------- | --------------------------------------------------------- | --------------------------------------------------------- | --------------------------------------------------------- | --------------------------------------------------------- | --------------------------------------------------------- | --------------------------------------------------------- | --------------------------------------------------------- | --------------------------------------------------------- | --------------------------------------------------------- | --------------------------------------------------------- | --------------------------------------------------------- | --------------------------------------------------------- | --------------------------------------------------------- | ----------------------------------------------- |
| Liczba mieszkańców                              |                                                           |                                                           |                                                           |                                                           |                                                           |                                                           |                                                           |                                                           |                                                           |                                                           |                                                           |                                                           |                                                           |                                                           |                                                           |                                                           |                                                           |                                                           |                                                           |                                                 |
| Rok                                             | 2002                                                      | 2003                                                      | 2004                                                      | 2005                                                      | 2006                                                      | 2007                                                      | 2008                                                      | 2009                                                      | 2010                                                      | 2011                                                      | 2012                                                      | 2013                                                      | 2014                                                      | 2015                                                      | 2016                                                      | 2017                                                      | 2018                                                      | 2019                                                      |                                                           |                                                 |
| Ludność                                         | 4690                                                      | 4725                                                      | 4789                                                      | 4839                                                      | 4892                                                      | 4939                                                      | 5007                                                      | 5021                                                      | 5047                                                      | 5136                                                      | 5187                                                      | 5247                                                      | 5325                                                      | 5386                                                      | 5401                                                      | 5480                                                      | 5512                                                      | 5547                                                      |                                                           |                                                 |
| Zmiana %                                        | –                                                         | 0,70%                                                     | 1,40%                                                     | 1%                                                        | 1,10%                                                     | 1%                                                        | 1,40%                                                     | 0,30%                                                     | 0,50%                                                     | 1,80%                                                     | 1%                                                        | 1,20%                                                     | 1,50%                                                     | 1,10%                                                     | 0,30%                                                     | 1,50%                                                     | 0,60%                                                     | 0,60%                                                     |                                                           |                                                 |
| Źródła                                          | 1. Dane publikowane rokrocznie przez GUS. Baza demografia | 1. Dane publikowane rokrocznie przez GUS. Baza demografia | 1. Dane publikowane rokrocznie przez GUS. Baza demografia | 1. Dane publikowane rokrocznie przez GUS. Baza demografia | 1. Dane publikowane rokrocznie przez GUS. Baza demografia | 1. Dane publikowane rokrocznie przez GUS. Baza demografia | 1. Dane publikowane rokrocznie przez GUS. Baza demografia | 1. Dane publikowane rokrocznie przez GUS. Baza demografia | 1. Dane publikowane rokrocznie przez GUS. Baza demografia | 1. Dane publikowane rokrocznie przez GUS. Baza demografia | 1. Dane publikowane rokrocznie przez GUS. Baza demografia | 1. Dane publikowane rokrocznie przez GUS. Baza demografia | 1. Dane publikowane rokrocznie przez GUS. Baza demografia | 1. Dane publikowane rokrocznie przez GUS. Baza demografia | 1. Dane publikowane rokrocznie przez GUS. Baza demografia | 1. Dane publikowane rokrocznie przez GUS. Baza demografia | 1. Dane publikowane rokrocznie przez GUS. Baza demografia | 1. Dane publikowane rokrocznie przez GUS. Baza demografia | 1. Dane publikowane rokrocznie przez GUS. Baza demografia |                                                 |

Dane z 30 czerwca 2004:
| Opis                              | Ogółem | Ogółem | Kobiety | Kobiety | Mężczyźni | Mężczyźni |
| --------------------------------- | ------ | ------ | ------- | ------- | --------- | --------- |
| jednostka                         | osób   | %      | osób    | %       | osób      | %         |
| populacja                         | 4789   | 100    | 2366    | 49,4    | 2423      | 50,6      |
| gęstość zaludnienia (mieszk./km²) | 36,5   | 36,5   | 18      | 18      | 18,5      | 18,5      |

## Miejscowości
| Tab. 4. Miejscowości podstawowe oraz ich integralne części w administracji gminy Sulęczyno, z wyrażeniem ich położenia geograficznego.                                                  | Tab. 4. Miejscowości podstawowe oraz ich integralne części w administracji gminy Sulęczyno, z wyrażeniem ich położenia geograficznego. | Tab. 4. Miejscowości podstawowe oraz ich integralne części w administracji gminy Sulęczyno, z wyrażeniem ich położenia geograficznego. | Tab. 4. Miejscowości podstawowe oraz ich integralne części w administracji gminy Sulęczyno, z wyrażeniem ich położenia geograficznego. | Tab. 4. Miejscowości podstawowe oraz ich integralne części w administracji gminy Sulęczyno, z wyrażeniem ich położenia geograficznego. |
| Identyfikator SIMC | Nazwa miejscowości | Rodzaj miejscowości | Miejscowość podstawowa lub statystyczna                                                                                                | Położenie geograficzne |
| --- | --- | --- | --- | --- |
| 0174800 | Amalka | wieś | | 54°16′23″N 17°48′26″E/54,273056 17,807222                                                                                              |
| 0174697 | Augustowo | część wsi | Mściszewice | 54°15′20″N 17°48′44″E/54,255556 17,812222                                                                                              |
| 0174705 | Bębny | część wsi | Mściszewice | 54°17′26″N 17°52′24″E/54,290556 17,873333                                                                                              |
| 0174579 | Bielawki | wieś | | 54°16′42″N 17°46′32″E/54,278333 17,775556                                                                                              |
| 0175024 | Biguszewo | część wsi | Żakowo | 54°16′22″N 17°46′57″E/54,272778 17,782500                                                                                              |
| 0174562 | Borek | wieś | | 54°17′20″N 17°46′38″E/54,288889 17,777222                                                                                              |
| 0993455 | Borek Kamienny | wieś | | 54°16′43″N 17°45′26″E/54,278611 17,757222                                                                                              |
| 0174898 | Borowiec | wieś | | 54°13′46″N 17°53′25″E/54,229444 17,890278                                                                                              |
| 0174585 | Bukowa Góra | wieś | | 54°14′41″N 17°48′34″E/54,244722 17,809444                                                                                              |
| 0174600 | Chojna | wieś | | 54°17′04″N 17°43′45″E/54,284444 17,729167                                                                                              |
| 0174906 | Czarlino | wieś | | 54°12′44″N 17°52′12″E/54,212222 17,870000                                                                                              |
| 0174711 | Gliniewo | część wsi | Mściszewice | 54°16′31″N 17°49′58″E/54,275278 17,832778                                                                                              |
| 0174728 | Golica | część wsi | Mściszewice | 54°17′23″N 17°51′24″E/54,289722 17,856667                                                                                              |
| 0174591 | Kistowo | wieś | | 54°15′59″N 17°45′03″E/54,266389 17,750833                                                                                              |
| 0174616 | Kistówko | wieś | | 54°16′47″N 17°43′49″E/54,279722 17,730278                                                                                              |
| 0174651 | Kłodno | osada | | 54°12′47″N 17°45′23″E/54,213056 17,756389                                                                                              |
| 0174830 | Kołodzieje | wieś | | 54°15′19″N 17°44′02″E/54,255278 17,733889                                                                                              |
| 0174734 | Końska Głowa | część wsi | Mściszewice | 54°17′06″N 17°52′43″E/54,285000 17,878611                                                                                              |
| 0174740 | Korkowo | część wsi | Mściszewice | 54°16′57″N 17°51′18″E/54,282500 17,855000                                                                                              |
| 0174622 | Kukułka | część wsi | Kistowo | 54°16′30″N 17°45′06″E/54,275000 17,751667                                                                                              |
| 0174757 | Lewinowo | część wsi | Mściszewice | 54°16′32″N 17°51′42″E/54,275556 17,861667                                                                                              |
| 0174987 | Małe Zdunowice | osada | Zdunowice | 54°11′55″N 17°48′09″E/54,198611 17,802500                                                                                              |
| 0174639 | Mokitko | część wsi | Kistowo | 54°15′32″N 17°44′15″E/54,258889 17,737500                                                                                              |
| 0174680 | Mściszewice | wieś | | 54°15′37″N 17°51′13″E/54,260278 17,853611                                                                                              |
| 0174846 | Nowe Pole | część wsi | Sucha | 54°13′40″N 17°43′44″E/54,227778 17,728889                                                                                              |
| 0174668 | Nowy Dwór | osada | Kłodno | 54°12′58″N 17°44′25″E/54,216111 17,740278                                                                                              |
| 0174993 | Ogonki | wieś | | 54°11′01″N 17°49′57″E/54,183611 17,832500                                                                                              |
| 0175001 | Ostrowite | osada | Zdunowice | 54°12′17″N 17°48′35″E/54,204722 17,809722                                                                                              |
| 0174674 | Ostrów Mausz | osada | Kłodno | 54°11′59″N 17°43′14″E/54,199722 17,720556                                                                                              |
| 0175030 | Palęczko | część wsi | Żakowo | 54°15′20″N 17°45′47″E/54,255556 17,763056                                                                                              |
| 0175047 | Pikowo | część wsi | Żakowo | 54°15′38″N 17°48′00″E/54,260556 17,800000                                                                                              |
| 0174792 | Podjazy | wieś | | 54°16′50″N 17°48′25″E/54,280556 17,806944                                                                                              |
| 0174645 | Przemielnica | część wsi | Kistowo | 54°15′38″N 17°44′44″E/54,260556 17,745556                                                                                              |
| 0174763 | Puck | część wsi | Mściszewice | 54°17′27″N 17°51′55″E/54,290833 17,865278                                                                                              |
| 0174770 | Skoczkowo | część wsi | Mściszewice | 54°16′54″N 17°50′38″E/54,281667 17,843889                                                                                              |
| 0174823 | Sucha | wieś | | 54°14′33″N 17°43′49″E/54,242500 17,730278                                                                                              |
| 0174869 | Sulecki Borek | część wsi | Sulęczyno | 54°13′36″N 17°49′04″E/54,226667 17,817778                                                                                              |
| 0174852 | Sulęczyno | wieś | | 54°14′01″N 17°46′34″E/54,233611 17,776111                                                                                              |
| 0174786 | Szerzawa | część wsi | Mściszewice | 54°16′29″N 17°52′25″E/54,274722 17,873611                                                                                              |
| 0174912 | Szkudłowo | część wsi | Węsiory | 54°13′07″N 17°52′04″E/54,218611 17,867778                                                                                              |
| 0174929 | Szymanowo | część wsi | Węsiory | 54°14′08″N 17°52′57″E/54,235556 17,882500                                                                                              |
| 0174935 | Węsierska Huta | część wsi | Węsiory | 54°13′50″N 17°53′52″E/54,230556 17,897778                                                                                              |
| 0174881 | Węsiory | wieś | | 54°13′53″N 17°50′41″E/54,231389 17,844722                                                                                              |
| 0174817 | Widna Góra | wieś | | 54°17′50″N 17°49′10″E/54,297222 17,819444                                                                                              |
| 0174941 | Wygoda | część wsi | Węsiory | 54°13′06″N 17°53′01″E/54,218333 17,883611                                                                                              |
| 0174875 | Zagóry | część wsi | Sulęczyno | 54°14′23″N 17°45′25″E/54,239722 17,756944                                                                                              |
| 0174958 | Zarębiska | część wsi | Węsiory | 54°13′17″N 17°53′15″E/54,221389 17,887500                                                                                              |
| 0174970 | Zdunowice | osada | Zdunowice | 54°11′42″N 17°48′27″E/54,195000 17,807500                                                                                              |
| 0175018 | Żakowo | wieś | | 54°15′20″N 17°46′38″E/54,255556 17,777222                                                                                              |
| 0175053 | Żakówko | część wsi | Żakowo | 54°15′09″N 17°45′37″E/54,252500 17,760278                                                                                              |
| 0174964 | Żmudowo | część wsi | Węsiory | 54°12′38″N 17°52′48″E/54,210556 17,880000                                                                                              |
| Źródła:Państwowy Rejestr Nazw Geograficznych – miejscowości – format XLSX, Dane z państwowego rejestru nazw geograficznych – PRNG, Główny Urząd Geodezji i Kartografii, 1 stycznia 2025 | | | | |

- Piramida wieku mieszkańców gminy Sulęczyno w 2014[1]:

## Sąsiednie gminy
Kościerzyna, Lipusz, Parchowo, Sierakowice, Stężyca